# Eone (cosmologia)
(Euripide, Eraclidi, 899-900)

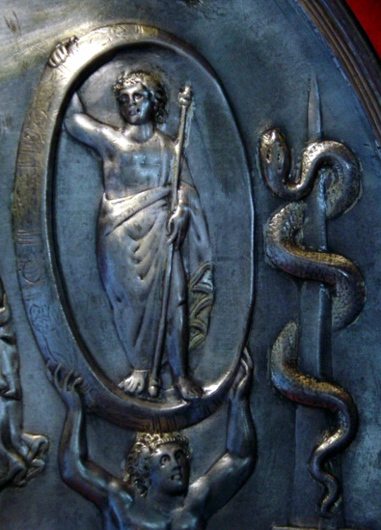
Aiṓn, dalla Patera di Parabiago (IV sec.)

Aion (αἰών, dal greco arcaico αἰϝών, aiwón), reso nel latino tardo come Aeon, e quindi Eone, indica il Tempo inteso come entità trascendente ed eterna, contrapposta a Chronos, che è la "durata" temporale misurata dall'uomo.

## Etimologia del termine
Pierre Chantraine individua il significato originario di αἰών nella nozione di "forza vitale", individuando nel tema arcaico αἰϝ- un collegamento con l'indoeuropeo ricostruito *ai-w- ad esprimere appunto la "vitalità".
Nel latino darà luogo a un termine simile, aevum, che significa «età».

## La nozione di αἰών in ambito filosofico-cosmologico
(Eraclito, DK 52)
Nella tradizione cosmologica greca, Aion era la personificazione del Tempo, insieme a quella più celebre di Chronos. Venerato come "Signore della luce", rappresenta l'eternità, il tempo infinito, nonché il susseguirsi delle ere, ma anche il tempo vitale e il destino.
Sorse in concomitanza con l'astrolatria, cioè l'adorazione degli astri, sicché anche l'eternità stessa del cielo divenne una divinità cosmologica, sia spaziale che temporale.
Gilles Deleuze, analizzando la contrapposizione tra Aion e Kronos, scrive: 
( Gilles Deleuze, Logica del Senso, Milano, Feltrinelli editore, 2005,  p. 147, ISBN 978-88-07-88517-4.)
Platone, nel Timeo, contrappone l'eternità del mondo delle idee, designata col termine Aion, alla temporalità terrena di Chronos, e attribuisce al Demiurgo il tentativo di imitare quell'immobilità «perfetta e intellegibile» nella sua opera plasmatrice del mondo.
Costui tuttavia, non potendovi riuscire, dovette imprimere alla sua creazione un movimento che fosse somigliante il più possibile all'eterno, ossia quello circolare.
Da qui la dottrina platonica del «grande anno perfetto», quello dopo il quale tutta la volta celeste torna uguale, con le costellazioni che si riposizionano ciclicamente nelle stesse configurazioni astrali, dando luogo con i loro influssi alla ripetizione degli stessi eventi nei perpetui ritorni di questo lunghissimo periodo, secondo una concezione qualitativa del tempo propria delle ere astrologiche.
(Enzo Degani, AION da Omero ad Aristotele, pag. 80, Padova, Cedam, 1961)
Per i neoplatonici, di conseguenza, il cielo con i suoi movimenti ciclici dei corpi celesti è simbolo dell'eternità (Aion), ma non è l'eternità stessa; ed è questa a dare ordine e tempo all'universo. Plotino dirà che il tempo è vita dell'anima, e immagine (eikón) dell'eternità.
Per Aristotele, che pure distingue il tempo ciclico delle orbite celesti da quello eterno del Primo motore immobile, l'Aion è l'eternità, o la compiutezza (telos), che «circoscrive il tempo della vita di ogni individuo», così come la durata del cielo intero «abbraccia tutto il tempo e l'infinità».
Nei successivi sistemi gnostici, il termine eone indica le varie emanazioni spazio-temporali di Dio, il quale è anche conosciuto come l'Uno, la Monade, Aion teleos (αἰών τέλεος, «L'Eone più vasto»), Bythos (βυθός, «Profondità»), Proarkhe (προαρχή, «Prima dell'Inizio»), Arkhé (ἀρχή, «l'Origine»). Anche Sophia («saggezza») e Christos («l'Unto») vennero chiamati Eoni.
Queste emanazioni furono denominate e classificate in modo diverso nei vari sistemi gnostici, ma resta comune la loro spiegazione emanatistica. Nella Gnosi di Basilide vennero chiamate figliolanze (υἱότητες, huiotetes); per i marcosiani, sono numeri e suoni; nel valentinianesimo formano coppie maschio/femmina chiamate sizigie (συζυγίαι, syzygies).
Il dualismo gnostico portò inoltre a ipostatizzare la tendenza al Bene o al Male in due Eoni, corrispettivi della Luce e delle Tenebre.

## La nozione di αἰών in ambito misterico

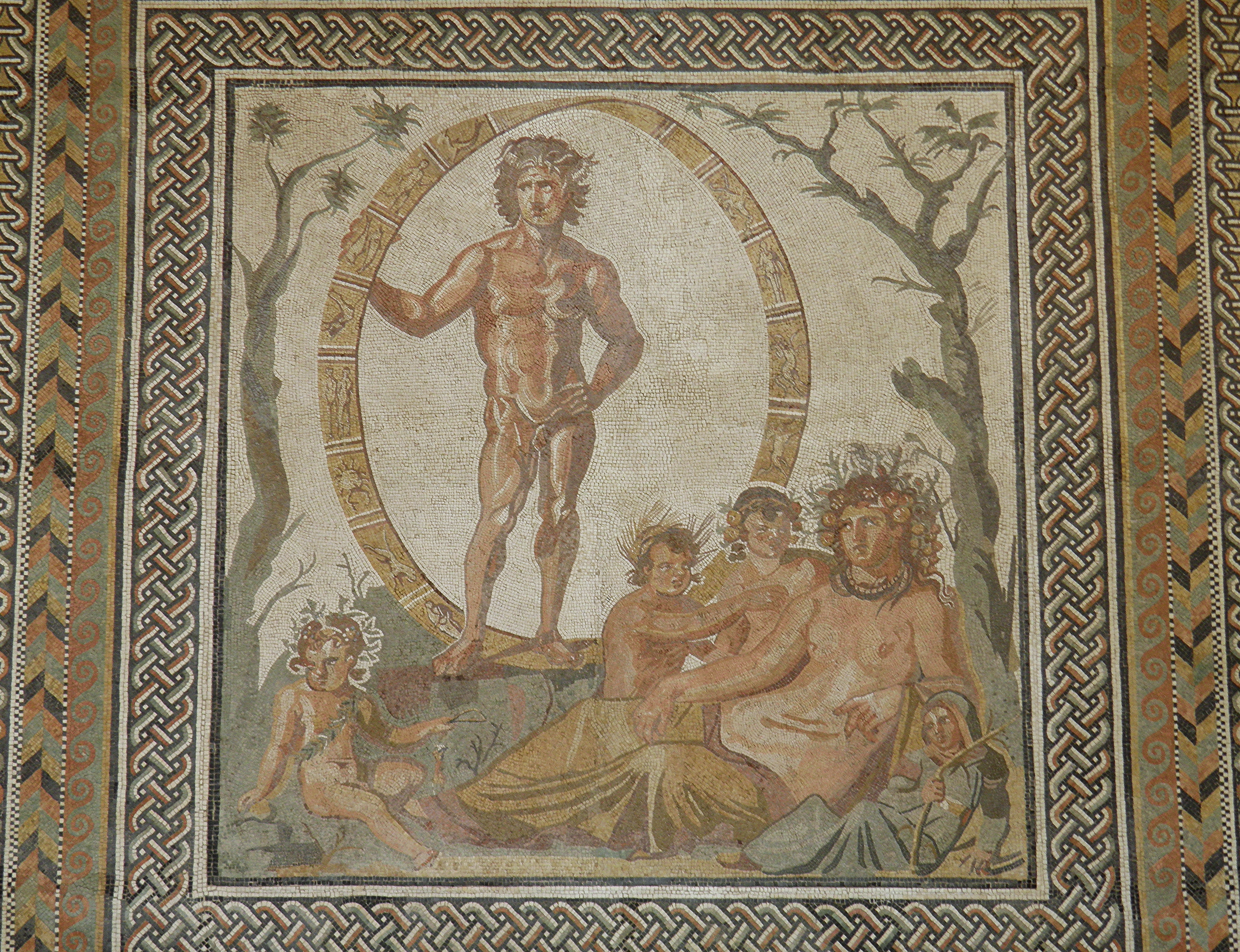
Il dio Aion con il cerchio dello Zodiaco, e Tellus con i geni delle quattro stagioni (simboli del ciclo del tempo), in un mosaico romano proveniente da Sentinum (Sassoferrato)

Iconograficamente lo troviamo raffigurato come un uomo con la testa leonina, con uno scettro, una chiave ed un fulmine tra le mani, avvolto da un serpente che intorno al suo corpo compie 7 giri e mezzo, rappresentanti simbolicamente le sfere celesti, o inscritto nel cerchio dello Zodiaco.

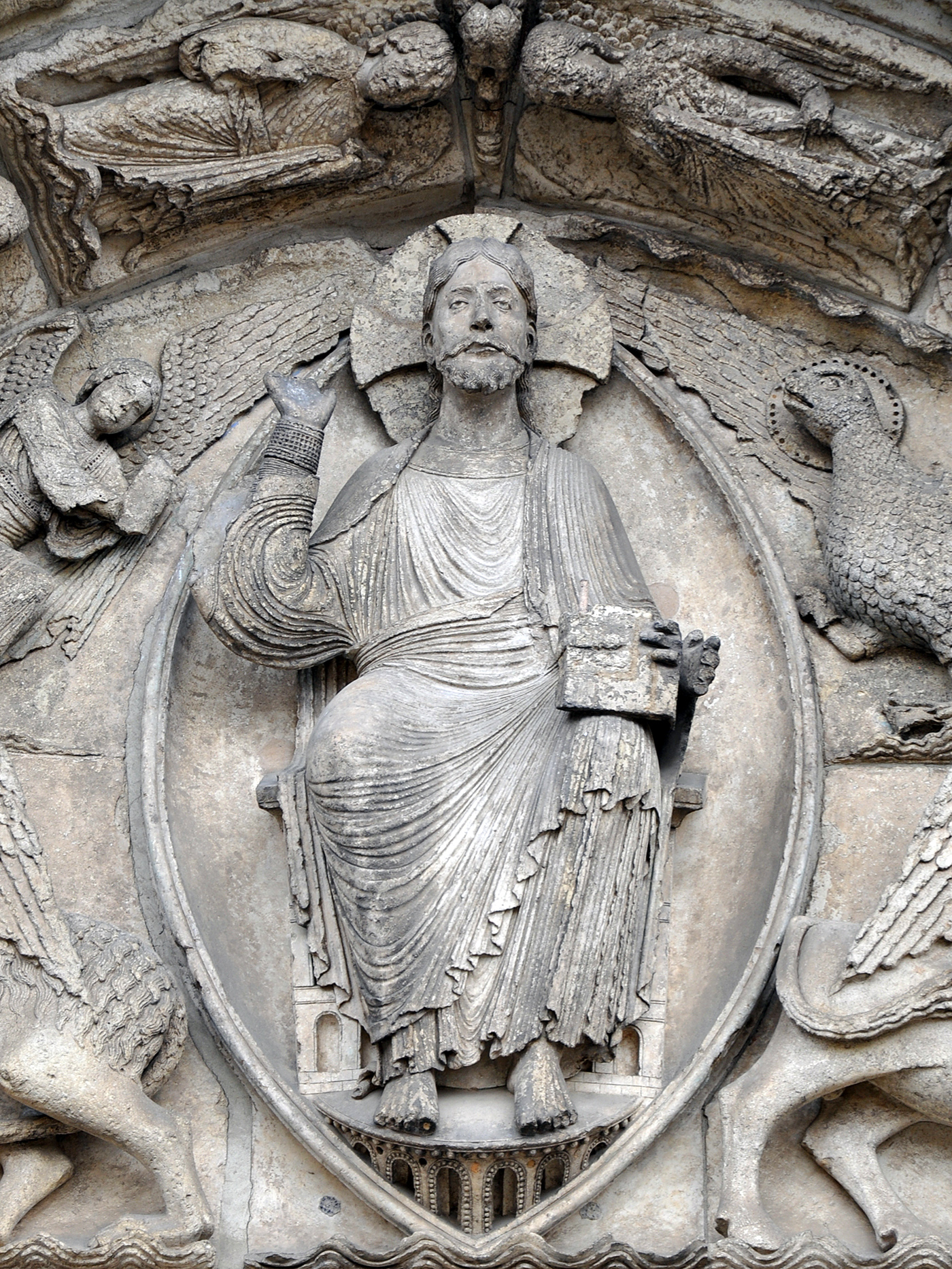
Cristo nella mandorla, cirdondato dal tetramorfo.

È stato equiparato al dio del tempo persiano Zurvan.
In alcuni culti misterici veniva festeggiata ad Alessandria d'Egitto, il 6 gennaio, la sua nascita in una festa presso il santuario di Kore, alla quale era attribuita la maternità.
In tale occasione l'immagine di un bambino veniva portata in processione dal tempio al Nilo per raccogliere acqua che poi si sarebbe trasformata in vino.
Nella medicina greca antica, come è attestato in Ippocrate, αἰών ha assunto il significato di midollo spinale, considerato la sede del principio vitale che dispensa il "tempo della vita" di ciascun individuo.
Nell'arte cristiana, l'iconografia di Aion circondato dallo zodiaco di cui è governatore venne trasformata nella mandorla di luce con l'immagine di Cristo al centro, assimilato al Sole che lo attraversa, e talora con le figure del tetramorfo ai lati.
Nell'arte astrologica se ne ha un riverbero nell'homo signorum che regola l'analogia tra l'essere umano e il macrocosmo.

## Aionnella cultura moderna
Il termine Eone è stato ripreso nell'esoterismo occidentale, in particolare teosofico, e assimilato al concetto induista di kalpa, ovvero «ciclo cosmico».
Vi sono affinità col concetto romantico di Zeitgeist, lo «spirito del tempo», riferito all'idea di un'epoca come un'entità vivente, che pervade e modella la cultura e la mentalità di un determinato periodo storico, di cui parla ad esempio lo psicologo Carl Gustav Jung in Aion, che è anche il titolo di una sua opera: Aion: Untersuchungen zur Symbolgeschichte (1951), secondo il quale gli eoni sono archetipi attraverso cui viene scandita l'eternità, e che caratterizzano ognuno con le loro qualità le rispettive dodici ere astrologiche.
Aion è stato inoltre accostato al concetto induista di kundalini.
Dal termine prende forma anche lo pseudonimo del poeta irlandese George William Russell, che firmò tutte le sue opere col dittongo "AE" (iniziale del latino aeon).
Anche nella moderna astronomia, un eone è definito come un miliardo di anni (109 anni, abbreviato in AE).
Il termine «eone» è stato utilizzato, ad esempio da Roger Penrose, per descrivere il periodo tra successivi Big Bang nel contesto della cosmologia ciclica conforme.